# Flatbergium
Flatbergium là một chi rêu trong họ Sphagnaceae.

## Các loài
- Flatbergium sericeum
- Flatbergium novo-caledoniae